# أومبرتو أنييلي
أومبرتو أنييلي (بالإيطالية: Umberto Agnelli)‏ هو مهندس وشخصية أعمال ورائد أعمال وسياسي إيطالي، ولد في 1 نوفمبر 1934 في لوزان في سويسرا، وتوفي في 27 مايو 2004 في تورينو في إيطاليا بسبب لمفوما. حزبياً، نشط في الحزب الديمقراطي المسيحي الإيطالي. وقد انتخب عضو مجلس الشيوخ الإيطالي.

## وصلات خارجية
- أومبرتو أنييلي على موقع الموسوعة البريطانية (الإنجليزية)
- أومبرتو أنييلي على موقع مونزينجر (الألمانية)
- أومبرتو أنييلي على موقع إن إن دي بي (الإنجليزية)